# Lobendava - kostel
Lobendava - kostel este o arie protejată (arie specială de conservare — SAC, sit de importanță comunitară — SCI) din Republica Cehă întinsă pe o suprafață de 0,08 ha, integral pe uscat.

## Localizare
Centrul sitului Lobendava - kostel este situat la coordonatele 51°01′14″N 14°19′01″E / 51.020556°N 14.316944°E.

## Înființare
Situl Lobendava - kostel a fost declarat sit de importanță comunitară în aprilie 2005 pentru a proteja 1 specie de animale. Situl a fost protejat și ca arie specială de conservare în aprilie 2014.

## Biodiversitate
Situată în ecoregiunea continentală, aria protejată nu include niciun habitat protejat.
La baza desemnării sitului se află o specie protejată de  mamifere: liliac comun (Myotis myotis).